# Itame confederata
Itame confederata là một loài bướm đêm trong họ Geometridae.